# Lisgar—Marquette
Pour les articles homonymes, voir Marquette.
Lisgar—Marquette fut une circonscription électorale fédérale du Manitoba, représentée de 1988 à 1997.
La circonscription de Lisgar—Marquette a été créée en 1987 avec des parties de Lisgar et de Portage—Marquette. Abolie en 1996, elle fut redistribuée parmi Brandon—Souris, Dauphin—Swan River et Portage—Lisgar.

## Géographie
En 1892, la circonscription de Brandon comprenait:
- Les municipalités de Morton, Winchester, Arthur, Pipestone, Wallace, Woodworth, Sifton, Daly, Whitehead, Glenwood, Elton, Cornwallis et Oakland
- Le village de Virden
- La cité de Brandon

## Députés
1. 1988-1993 — Charlie Mayer, PC
2. 1993-2000 — Jake E. Hoeppner, PR

- PC = Parti progressiste-conservateur
- PR = Parti réformiste du Canada